# Oxyethira flavicornis
Oxyethira flavicornis is een schietmot uit de familie Hydroptilidae. De soort komt voor in het Palearctisch gebied.